# 胜利路街道 (濮阳市)
胜利路街道，是中华人民共和国河南省濮阳市华龙区下辖的一个乡镇级行政单位。

## 行政区划
胜利路街道下辖以下地区：
金联华社区、南海社区、濮水河社区、尧当社区、辛庄社区、马呼屯社区、马呼社区、戚城屯社区、胜北社区、胜南社区、绿景社区和物华社区。